# Boubakari Ousmanou
Boubakari Ousmanou est un entrepreneur et homme politique camerounais originaire de la Région du nord. Il est nommé sénateur au Parlement du Cameroun en avril 2018.

## Activité
Boubakari Ousmanou est un opérateur économique dans la Région du Nord au Cameroun.

## Vie politique
Boubakari Ousmanou est militant du Front pour le salut national du Cameroun (FSNC), parti politique créé en 2007 par Issa Tchiroma Bakary, ancien ministre de communication porte-parole du gouvernement.
En avril 2018, il est nommé sénateur titulaire pour le parti Front pour le salut national du Cameroun (FSNC) par le président Paul Biya.